# Ogawa Masataka

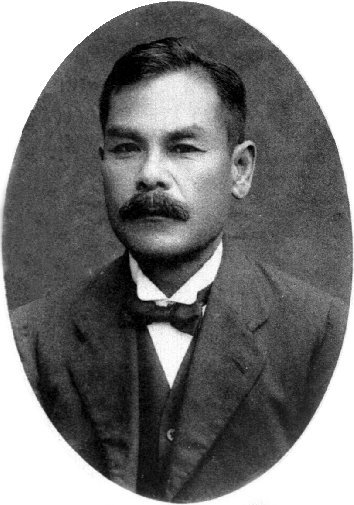
Ogawa Masataka

Ogawa Masataka (jap. 小川 正孝; * 21. Februar 1865 auf Shikoku; † 11. Juli 1930) war ein japanischer Chemiker. Bekannt wurde er durch die vermeintliche Entdeckung des Elements mit der Ordnungszahl 43, das später Technetium benannt wurde.

## Leben
Ogawa wurde 1865 in eine Samurai-Familie geboren und hatte durch den frühen Tod seines Vaters und daraus folgende Armut eine schwere Kindheit. 1886 schaffte er es dennoch, seine wissenschaftliche Ausbildung an der seinerzeit in Japan einzigen dafür geeigneten Universität Tokio zu beginnen. Nach seinem Studienabschluss in Chemie wurde er von der japanischen Regierung nach London geschickt, um sich bei Nobelpreisträger William Ramsay weiterzubilden. Dort arbeitete er an der Analyse des seltenen Minerals Thorianit, das erstmals 1904 in Ceylon gefunden worden war. Daraus isolierte er eine unbekannte Substanz. Aufgrund des Linienspektrums postulierte er, ein neues Element gefunden zu haben. Ramsay schlug dafür nach Ogawas Heimat den Namen Nipponium vor.
Nach seiner Rückkehr nach Japan 1906 studierte er die Substanz weiter und maß ihr eine Äquivalentmasse von etwa 50 zu. Daraus postulierte er, das im Periodensystem fehlende Element mit der Ordnungszahl 43 zwischen Molybdän und Ruthenium gefunden zu haben. 1910 wurde er von der Chemischen Gesellschaft Japan für seine Entdeckung geehrt, obwohl seine Ergebnisse nicht repliziert werden konnten. International geriet sein Anspruch bald in Vergessenheit.
Ab 1911 lehrte er als Professor an der Universität Tōhoku, deren Rektor er 1919 wurde. Auch nach Antritt des Ruhestandes forschte er weiter dort. Er erkrankte während der Arbeit in seinem Labor Anfang Juli 1930 und verstarb wenige Tage später.
Neuere Untersuchungen legen nahe, dass Ogawa statt Element 43 tatsächlich das Element mit der Ordnungszahl 75 isoliert hatte. Der Nachweis beider Elemente wurde 1925 von Walter Noddack und Ida Tacke beansprucht, jedoch nur für Element 75 (unter dem von ihnen verliehenen Namen Rhenium) auch anerkannt. Der unumstrittene Nachweis für Element 43 gelang 1937 Emilio Segrè, der es Technetium nannte.